# Stanislas Migneret
Jean-Baptiste Stanislas Martial Migneret est un avocat et administrateur français, né à Bordeaux le 15 septembre 1809, et mort à Montmirey-la-Ville (Jura) le 16 janvier 1884.

## Biographie
Stanislas Migneret est le fils de Claude Migneret, professeur de lycée à Bordeaux. La famille Migneret était originaire de Langres. Après avoir été reçu licencié en droit de la faculté de Paris, en 1830, Stanislas Migneret a d'abord été avocat. Il a exercé à Langres où il a été adjoint au maire de Langres. Il a été reçu docteur en droit de la faculté de Dijon en 1843. En 1846, le préfet de la Haute-Marne est sollicité en avril 1846 pour donner son avis sur lui. Il a écrit : « M. Migneret, adjoint au maire depuis neuf ans, est l'avocat le plus distingué de cette ville. C'est d'ailleurs un homme énergique et il a eu l'occasion de le prouver dans l'exercice de ses fonctions municipales ; lors de l'élection de 1843, il avait reçu une grave blessure à la tête en s'efforçant de maintenir la tranquillité publique troublée par des turbulents.
Il est ensuite nommé :
- sous-préfet de Château-Chinon, le 21 avril 1846, il a eu a gérer la crise des subsistances de 1846[4]
- sous-préfet de Neufchâteau, le 30 janvier 1847, à la suite de sa demande. Il est révoqué en mars 1848,
- il est réintégré sous-préfet de Saint-Quentin, en janvier 1849,
- préfet de la Sarthe, en novembre 1849.
- préfet de la Haute-Vienne, en juillet 1852,
- préfet de la Haute-Garonne, en mars 1853,
- préfet du Bas-Rhin entre 1855 et 1865. Il est il'initiateur de la notion de la Voie ferrée d'intérêt local. Dès son arrivée à son poste, il va promouvoir la création de la Société pour la conservation des monuments historiques d'Alsace qui est fondée le 5 décembre 1855.
- Il est nommé conseiller d'État le 4 novembre 1865 et le reste jusqu'au 15 septembre 1870. Il est mis à la retraite à partir du 16 septembre 1870.

## Décorations
- Commandeur de l'ordre de Saint-Grégoire-le-Grand
- Commandeur de l'ordre de Saint-Michel (Bavière), en 1855.
- Commandeur de l'ordre du Lion de Zaeringen, en 1860
- Grand officier de la Légion d'honneur, le 5 novembre 1864[5].

## Publications
- Précis de l'histoire de Langres, chez Dejussieu libraire-imprimeur, Langres, 1835 (lire en ligne)
- Traité de l'affouage dans les bois communaux, 1re édition librairie Defrasne, 1840  [lire en ligne] 2e édition imprimerie de N. Delamotte, Paris, 1844 (lire en ligne)
- Cours complet de droit communal, imprimerie de Dejussieu, Paris/Langres, 1846 (lire en ligne)